# Coelorhyncidia elathealis
Coelorhyncidia elathealis là một loài bướm đêm trong họ Crambidae.